# 震旦报 (文学报)
震旦报（L'Aurore）是一份自由派文学报纸，而且立場還傾向社會主義。該報紙於1897年至1914年在法国巴黎出版。德雷福斯事件发生后，1898年1月13日，作家埃米尔·左拉在震旦报头版发表《我控诉…！》，反對當局推行的反犹主义。2月23日，法國国防部部長起诉埃米尔·左拉与震旦报負責人，两人被判有罪。该报纸后来由乔治·克列孟梭接手。乔治·芒代尔曾在该报報社工作。